# (78434) Dyer
(78434) Dyer est un astéroïde de la ceinture principale.

## Description
(78434) Dyer est un astéroïde de la ceinture principale. Il fut découvert le 17 août 2002 à l'observatoire Palomar par Andrew Lowe. Il présente une orbite caractérisée par un demi-grand axe de 2,78 UA, une excentricité de 0,01 et une inclinaison de 4,3° par rapport à l'écliptique.

## Compléments